# Pseudoteratura subtilissima
Pseudoteratura subtilissima är en insektsart som beskrevs av Andrej Vasiljevitj Gorochov 2008. Pseudoteratura subtilissima ingår i släktet Pseudoteratura och familjen vårtbitare. Inga underarter finns listade i Catalogue of Life.